# Vic-la-Gardiole
Vic-la-Gardiole este o comună în departamentul Hérault din sudul Franței. În 2009 avea o populație de 2.838 de locuitori.

## Evoluția populației
| An        | 1975 | 1982 | 1990  | 1999  | 2006  | 2009  |
| --------- | ---- | ---- | ----- | ----- | ----- | ----- |
| Populație | 602  | 827  | 1.607 | 2.464 | 2.845 | 2.838 |